# Antirrhinum meonanthum
Antirrhinum meonanthum é uma espécie de planta com flor pertencente à família Scrophulariaceae. 
A autoridade científica da espécie é Hoffmanns. & Link, tendo sido publicada em Fl. Portug. [Hoffmannsegg] 1: 261, t. 51. 1813.

## Portugal
Trata-se de uma espécie presente no território português, nomeadamente em Portugal Continental.
Em termos de naturalidade é endémica da Península Ibérica.

## Protecção
Não se encontra protegida por legislação portuguesa ou da Comunidade Europeia.